# Bucking Broncho
Bucking Broncho je americký němý film z roku 1894. Režisérem je William Kennedy Dickson (1860–1935). Film trvá asi půl minuty a zobrazuje Lee Martina, který byl skutečným kovbojským „broncho jezdcem“, jak rajtuje na koni. Na konci je vidět, že z koně sesedá. Mezitím je sledován a povzbuzován publikem. Snímek natočilo studio Edison Studios, které vzniklo v roce 1894.
Lee Martin byl účastníkem dobrodružství Buffalo Billa na divokém západě. V žádném jiném filmu již nevystoupil. Z publika je znám pouze Frank Hammitt.